# Wachtelweizen-Scheckenfalter
Der Wachtelweizen-Scheckenfalter (Melitaea athalia), auch Gemeiner Scheckenfalter genannt, ist ein Schmetterling (Tagfalter) aus der Familie der Edelfalter (Nymphalidae).

## Merkmale
Die Färbung und Zeichnung der Falter sind sehr variabel, wodurch er oftmals nur durch eine mikroskopische Genitaluntersuchung sicher von den unten angeführten ähnlichen Arten unterschieden werden kann. Die Flügeloberseiten sind ockerfarben und weisen eine dunkelbraune bis schwarze gitterartige Zeichnung auf. Es werden auch weiße Formen beschrieben. Auf der Hinterflügelunterseite ist der Raum zwischen den beiden Marginallinien hellgelb. Die Palpen sind schwarz gefärbt. Die Falter erreichen eine Flügelspannweite von 35–40 mm.

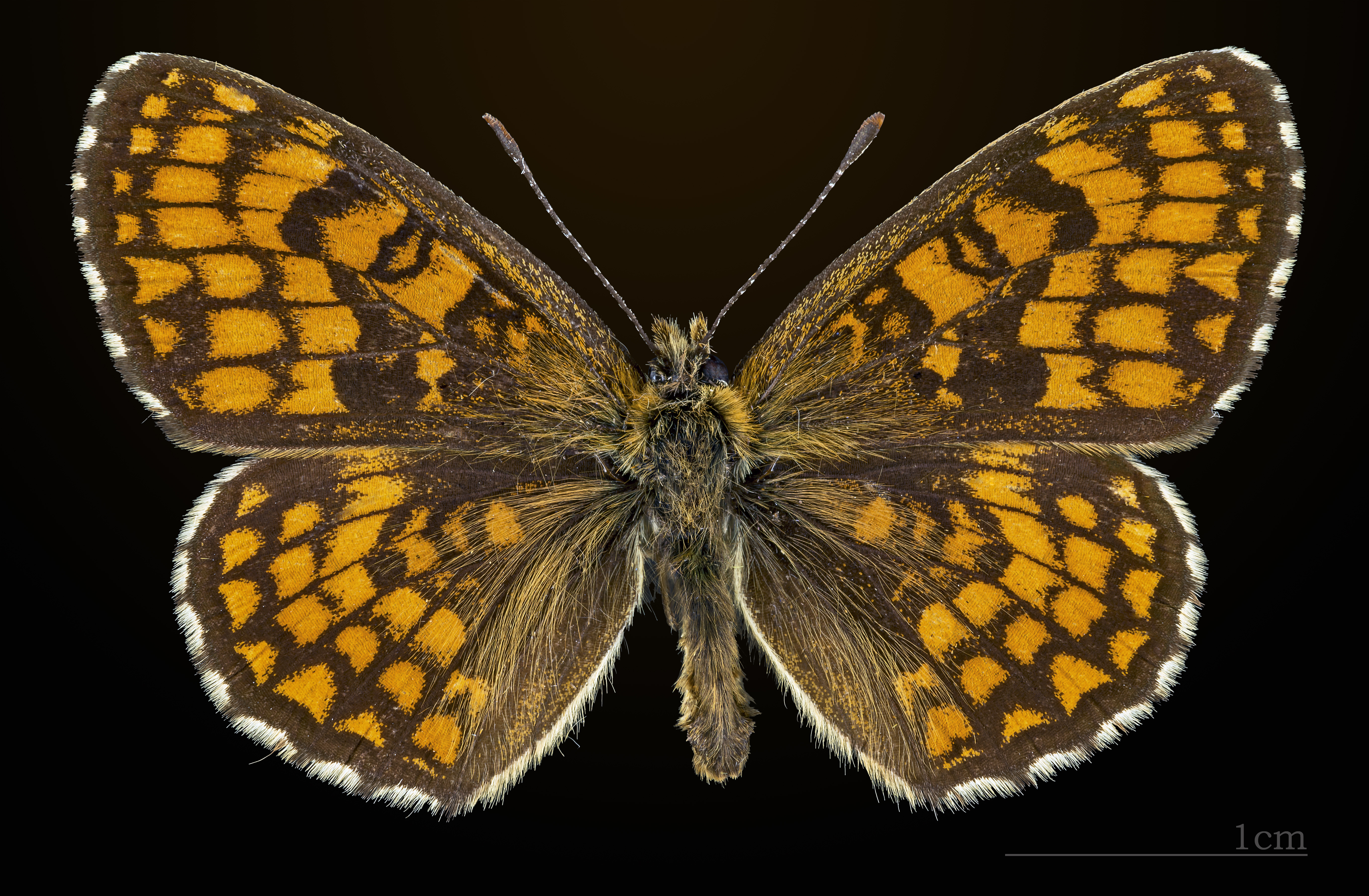
♂
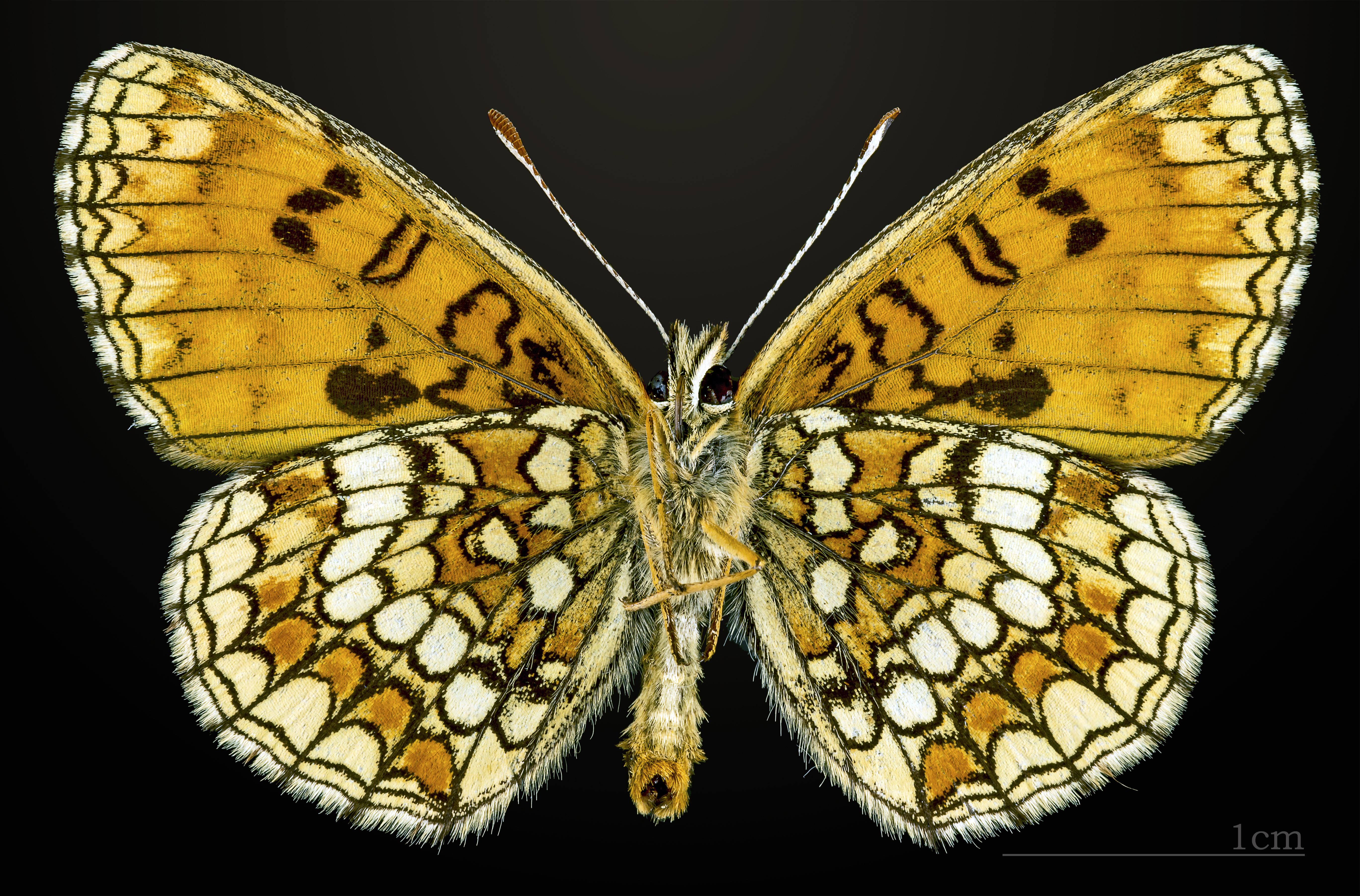
♂ △
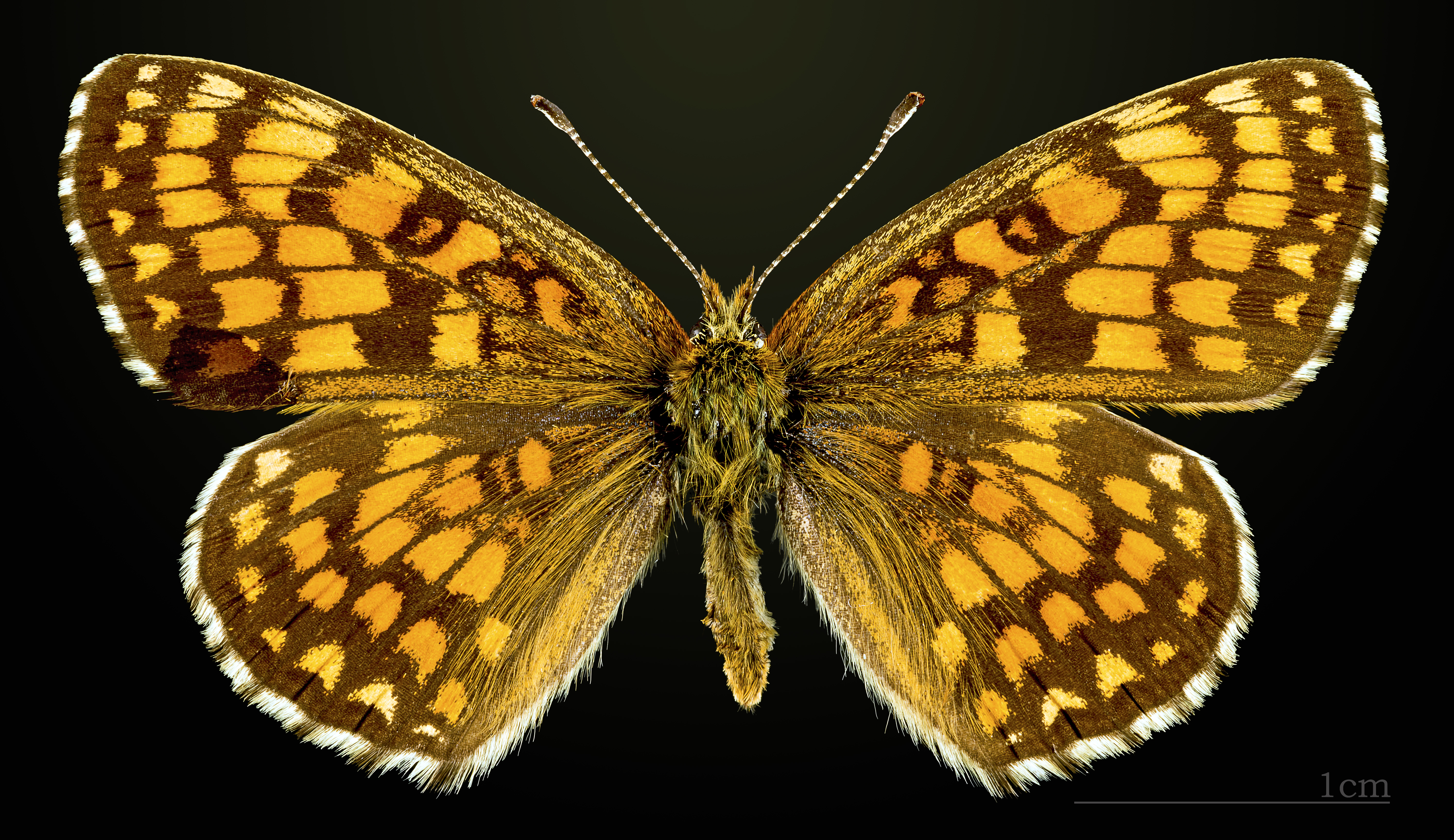
♀
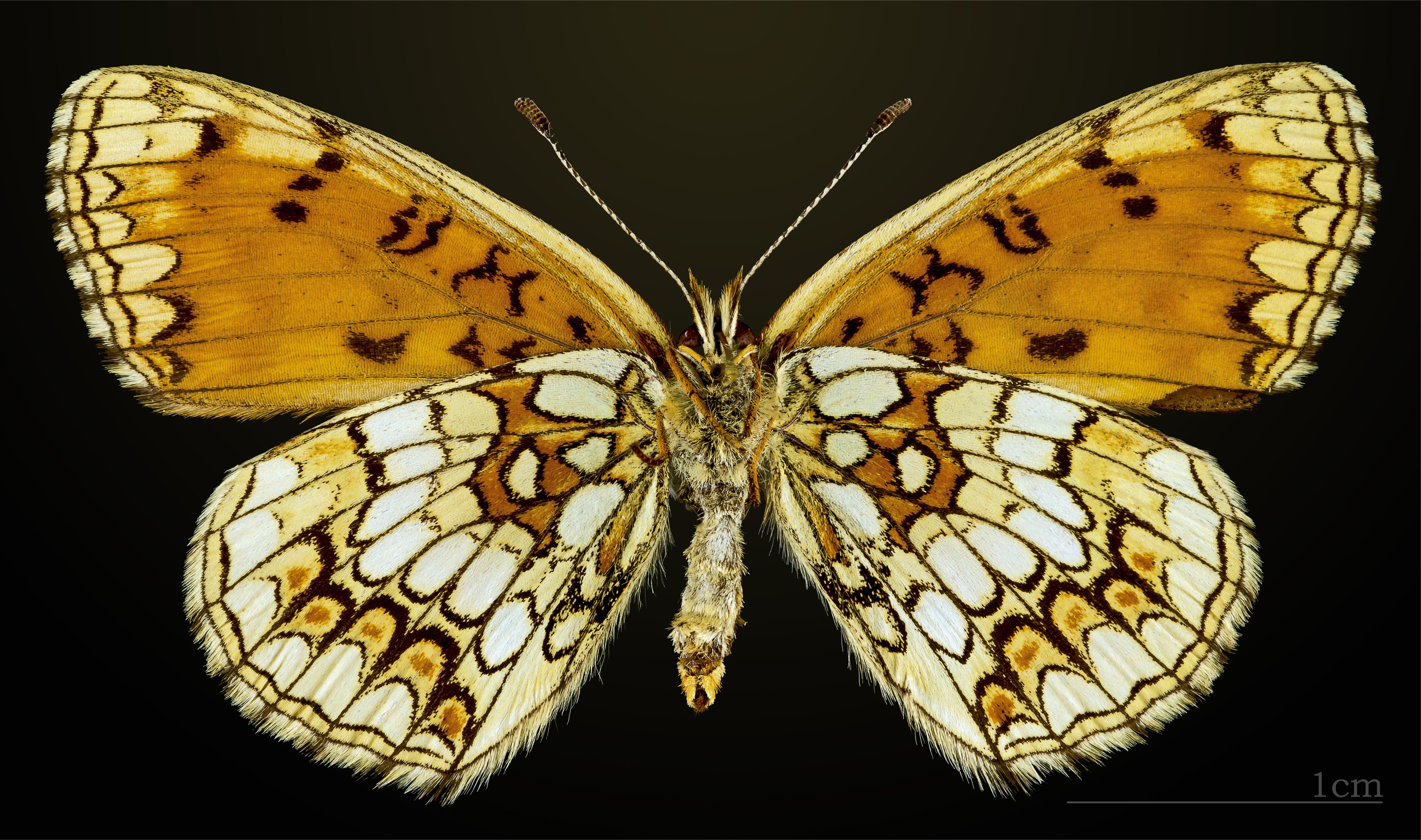
♀ △

### Ähnliche Arten
- Kleiner Scheckenfalter (Melitaea asteria)
- Ehrenpreis-Scheckenfalter (Melitaea aurelia)
- Östlicher Scheckenfalter (Melitaea britomartis)
- Baldrian-Scheckenfalter oder Silberscheckenfalter (Melitaea diamina)
- Bündner Scheckenfalter (Melitaea varia)
- Melitaea deione

## Unterarten
- Melitaea athalia norvegica Aurivillius, 1888, mit Vorkommen in Norwegen, Schweden und Finnland.
- Melitaea athalia caledussa Fruhstorfer, 1910, mit Vorkommen in Italien mit Sizilien, Portugal, Spanien und der Sierra Nevada sowie in Süd-Frankreich.

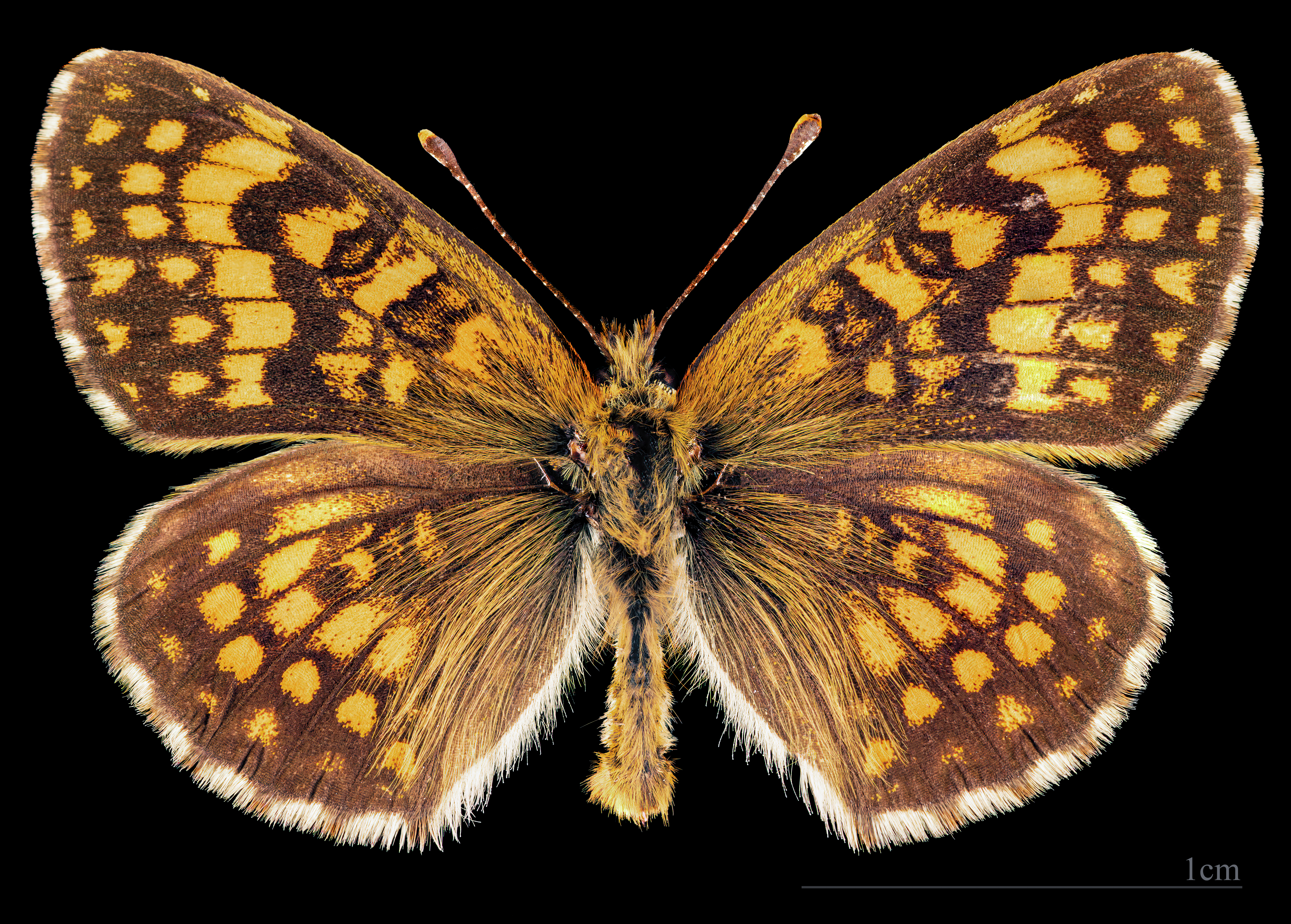
♂
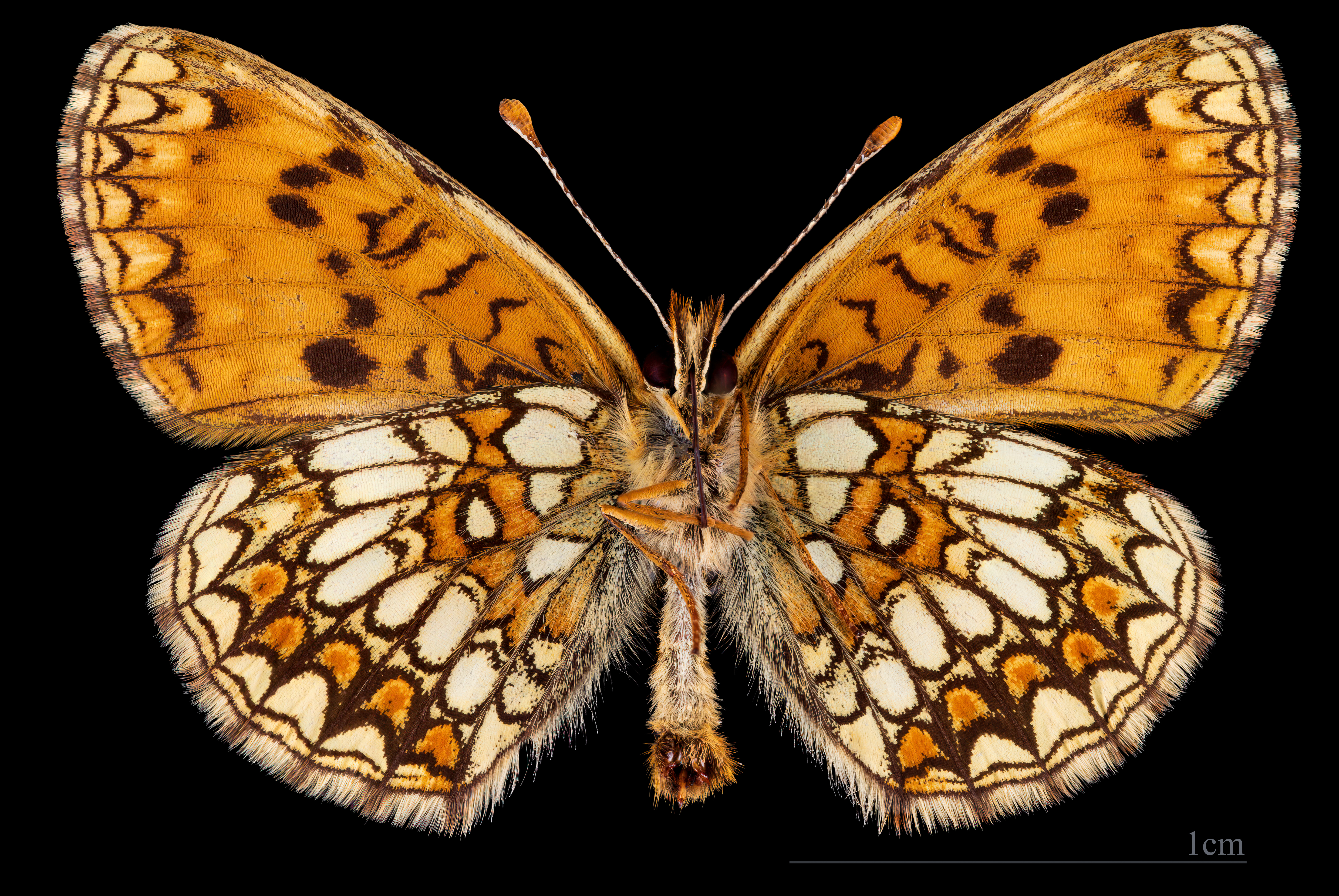
♂ △
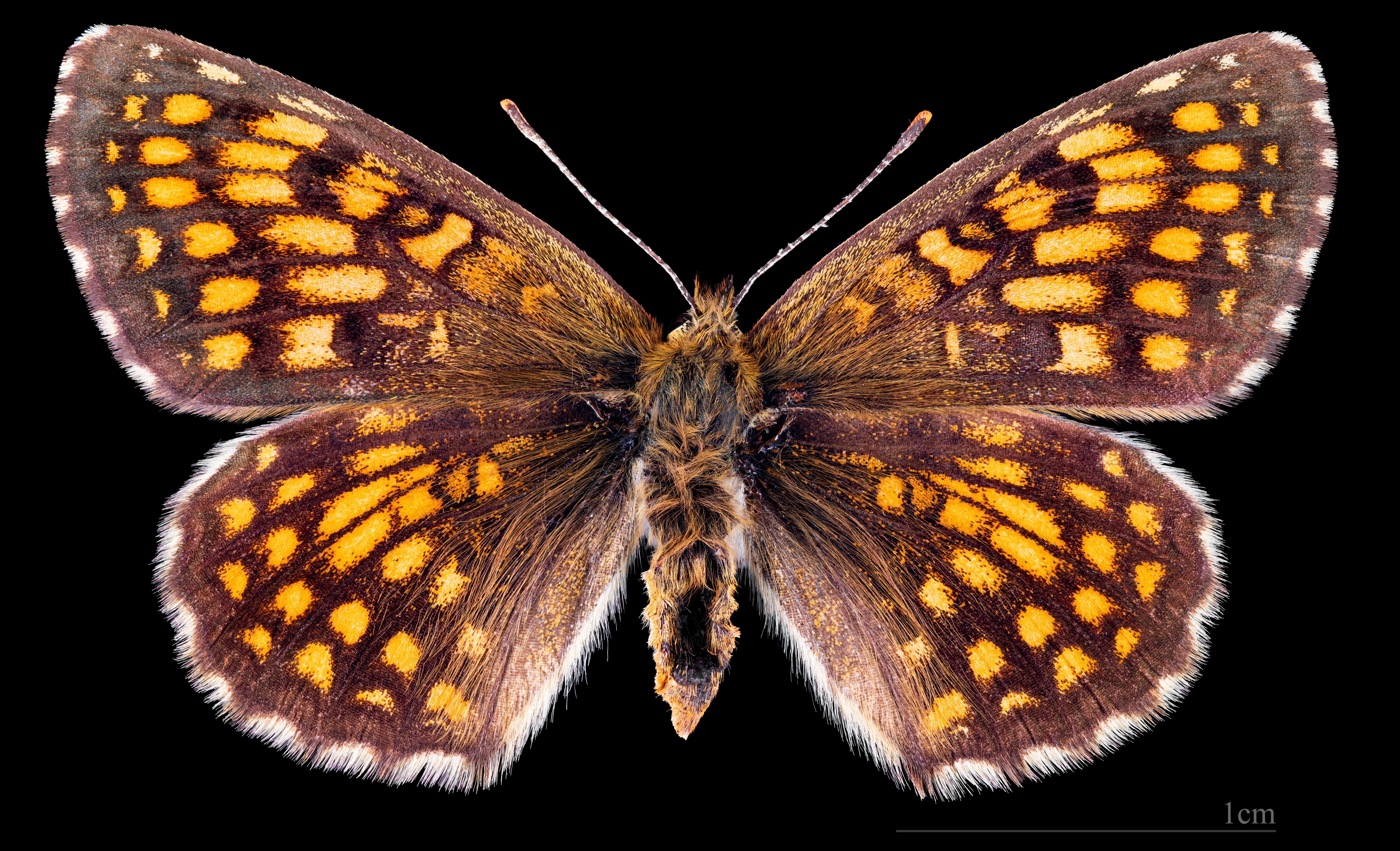
♀
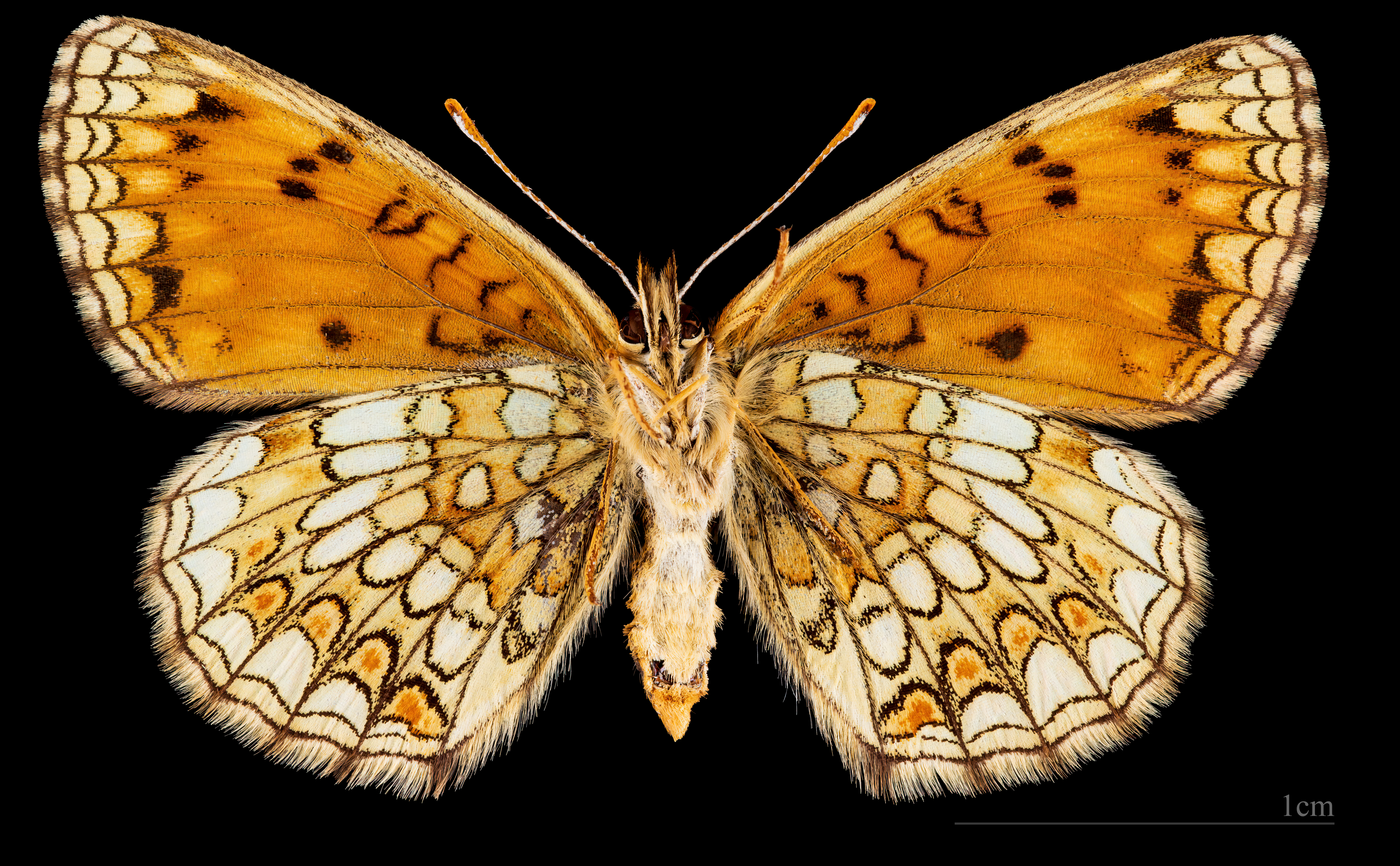
♀ △

Melitaea athalia celadussa

## Flugzeit
Der Wachtelweizen-Scheckenfalter fliegt in einer Generation von Mai bis August, in südlichen Ländern bereits früher. In günstigen Jahren tritt eine partielle zweite Generation von Mitte August bis September auf.

## Lebensraum

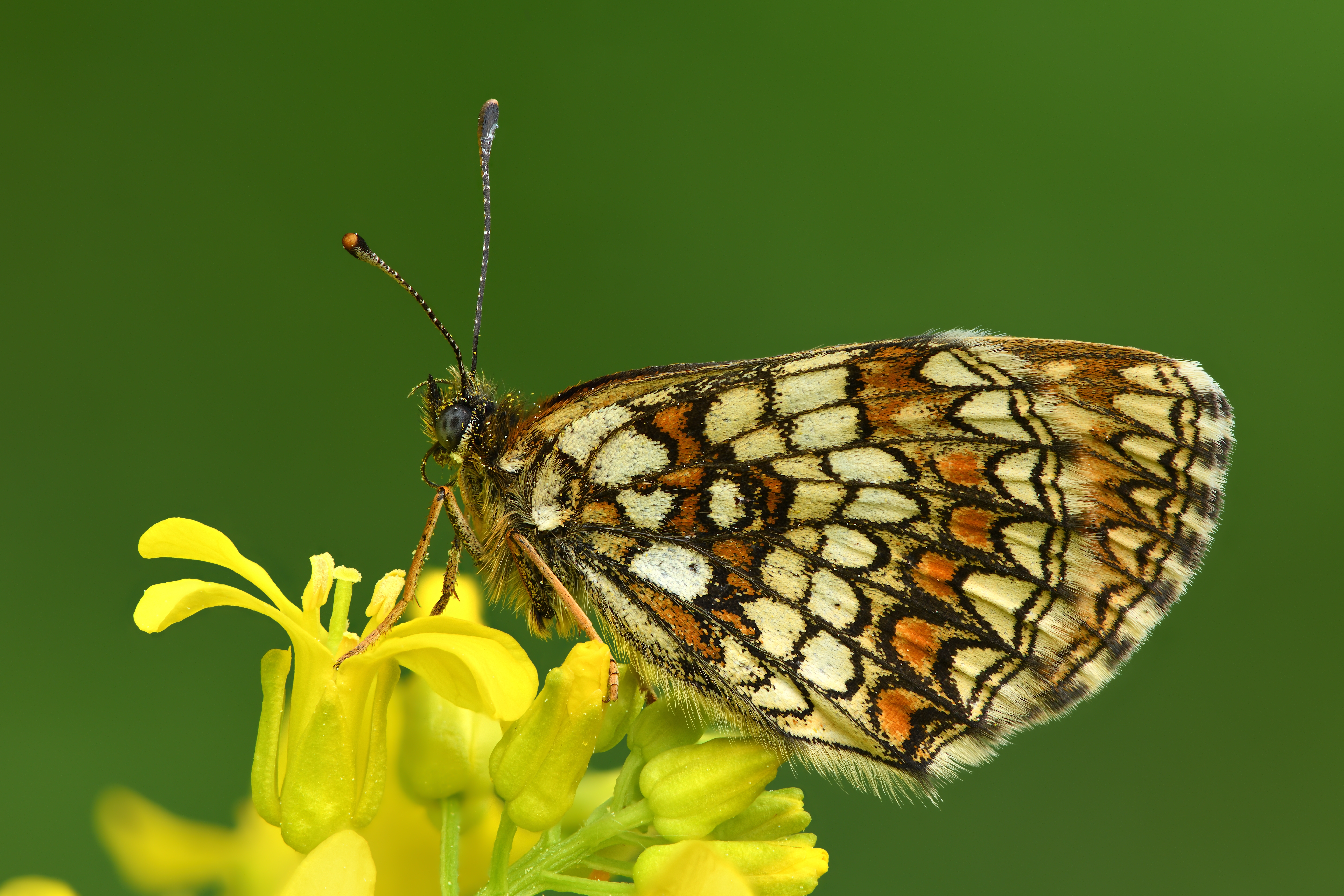
Flügelunterseite

Nach Ebert ist der Wachtelweizen-Scheckenfalter in folgenden Lebensräumen zu finden: Halbtrockenrasen an buschreichen Hängen (Wacholderheiden), Weg- und Waldränder, aufgelassene Weinberge und Steinbrüche, Feuchtwiesen am Rande von Mooren, Hangmooren und Quellfluren. Ebenso in mesophilen Bereichen.

## Lebensweise
Die Eiablage erfolgt in Gelegen auf der Blattunterseite. Die Raupen fressen vorzugsweise an Wiesen-Wachtelweizen (Melampyrum pratense), Wiesen-Augentrost (Euphrasia rostkoviana) und Spitz-Wegerich (Plantago lanceolata) und überwintern in Seidengeweben. Die Verpuppung erfolgt an Blättern oder Stängeln in Bodennähe.
Die Falter saugen an Blüten der Sumpf-Kratzdistel (Cirsium palustre) und der Wiesen-Flockenblume (Centaurea jacea). Für die Nahrungspflanzen in Trockenbereichen werden Gemeiner Dost (Origanum vulgare), Feld-Thymian (Thymus pulegioides), Wiesen-Flockenblume (Centaurea jacea), Skabiosen-Flockenblume (Centaurea scabiosa), Arnika (Arnica montana), Teufelsabbiss (Succisa pratensis) und Wiesen-Knöterich (Polygonum bistorta) genannt.

## Verbreitung
Der Wachtelweizen-Scheckenfalter ist häufig und weit verbreitet, der Bestand nimmt aber stark ab. Sein Verbreitungsgebiet umfasst fast ganz Nordeuropa mit Südengland und reicht im Süden bis in die Pyrenäen, Italien, Slowenien und den europäischen Teil der Türkei.
- Rote Liste Deutschland: 3 (gefährdet)[4][3]
- Rote Liste Baden-Württemberg: 3 (gefährdet)

## Belege